# Rakshasa
Un ràkxasa és, en el marc de l'hinduisme i el budisme, un ésser demoníac.

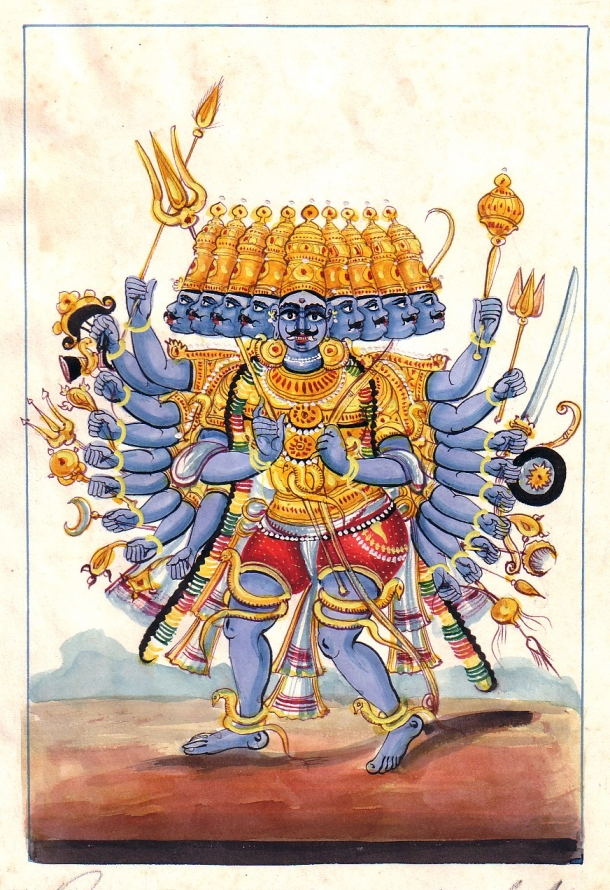
Imatge del ràkxasa Ravana, rei de Sri Lanka.

A l'epopeia del Ramayana (segle III aC) apareixen com els enemics de l'heroi Rama i els seus companys. Aquests lluiten en l'epopeia contra els rakshasa i el seu líder Ravana, que hi apareix com a rei de Sri Lanka. El Ramayana els descriu com a éssers creats dels peus del déu Brahma. No obstant això són indistintament coneguts com a descendents de Pulastia, de Khasa, o de la deessa Níriti i Nirita.
Els rakshasa són coneguts per pertorbar els sacrificis, profanar tombes, fustigar sacerdots, per possessió humana, i actes similars. Les seves ungles són verinoses i s'alimenten de carn humana i menjar podrit. Canvien de forma i realitzen encanteris, i sovint apareixen en forma d'humans i grans ocells.

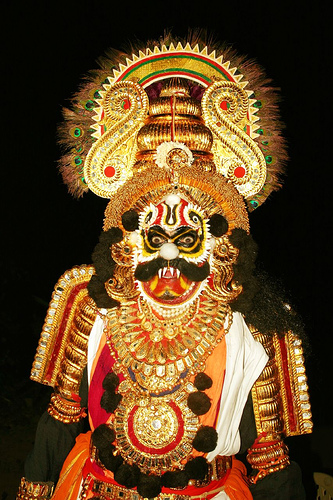
Un ràkxasa representat a iaksá-gana (l'art popular de Karnataka).

## Etimologia
- rākṣasa, en el sistema IAST (alfabet internacional de transliteració de l'escriptura devanagari).
- राक्षसः, en escriptura devánagari.
- Pronunciació: /ràkxasa/.
- राक्षस् (rákxas) en idioma hindí
- raksasa, en idioma malai
- rakshosh, en idioma bengalí.
- 羅刹天 (rasetsuten), en idioma japonès